# Młyn wodny Kołaczew w Złotym Potoku
Młyn wodny Kołaczew – zabytkowy budynek drewniany dawnego młyna wodnego z 1807 roku w Złotym Potoku, w gminie Janów, w powiecie częstochowskim, w województwie śląskim.

## Położenie
Młyn znajduje się nad źródłowym odcinkiem rzeczki Wiercicy, w miejscu, w którym ta wypływa z niewielkiego zbiornika zaporowego, zwanego Stawem Zielonym. Grobla, tworząca staw, zapewniała odpowiedni spadek wody, niezbędny do poruszania koła wodnego. Wznosi się w ścisłym sąsiedztwie drogi wojewódzkiej nr 793, biegnącej w tym miejscu lewym brzegiem Wiercicy, ok. 1,5 km na południowy zachód od centrum Złotego Potoku.
Młyn położony jest na terenie Parku Krajobrazowego Orlich Gniazd, w granicach rezerwatu przyrody Parkowe.

## Historia
Według danych historycznych na rzece Wiercicy w rejonie Złotego Potoku istniało sześć młynów wodnych, z których zachował się jeden – Kołaczew. Pierwsze wzmianki pisemne o tym młynie pochodzą z 1473 r., kiedy jego młynarzem był Piotr Palis, a właścicielem Piotr Potocki, rycerz ze Szreniawy. Młyn, znajdujący się przy granicy Parku Parkowego, został wybudowany w 1807 roku. Na mapach Królestwa Polskiego z 1839 r. figuruje pod nazwą Kołaczew. Za czasów Raczyńskich zarządcą był M. Chuściel, a w okresie międzywojennym jego córka. Po II wojnie światowej młyn wodny został upaństwowiony i prowadzony przez Gminną Spółdzielnię Produkcyjną. W latach 50. XX w. usunięto koło wodne, a maszyny zasilano energią elektryczną. W 1928 r. po pożarze został odbudowany. Młyn jest własnością prywatną i nie działa, zachowała się turbina Peltona.

## Nazwa
Nazwa młyna wodnego Kołaczew pochodzi od charakterystycznego odgłosu klekotu, jaki wydaje podczas pracy. Podawane jest i inne pochodzenie, które wywodzi się od koła, które przypomina o swojej pracy dla dobra wszystkich.

## Turystyka
Wspomnianą groblą Stawu Zielonego, koło młyna, biegną czerwone znaki Szlaku Orlich Gniazd oraz żółte znaki Szlaku Zamonitu – dwóch głównych pieszych szlaków turystycznych Wyżyny Krakowsko-Częstochowskiej. Biegnie nią również szlak rowerowy Zygmunta Krasińskiego.
Młyn Kołaczew leży na Szlaku Architektury Drewnianej województwa śląskiego.

## Okolice
W pobliżu młyna wodnego w Kołaczewie znajdują się m.in. Źródło Spełnionych Marzeń, Grota Niedźwiedzia oraz obelisk upamiętniający mjra Jana Wrzoska, poległego tu w pierwszych dniach II wojny światowej.